# Sorbets (Gers)
Sorbets es una comuna francesa situada en el departamento de Gers, en la región de Occitania.

## Demografía
| 237 | 224 | 238 | 191 | 203 | 194 | 227 |
| Para los censos de 1962 a 1999 la población legal corresponde a la población sin duplicidades (Fuente: INSEE [Consultar]) |     |     |     |     |     |     |